# Riley Evans
 (janvier 2016).
Si vous disposez d'ouvrages ou d'articles de référence ou si vous connaissez des sites web de qualité traitant du thème abordé ici, merci de compléter l'article en donnant les références utiles à sa vérifiabilité et en les liant à la section « Notes et références ».
Riley Evans est le nom de scène d'une actrice de films pornographiques américaine née le 3 juin 1986 à Zephyrhills en Floride et décédée le 27 mars 2019.

## Biographie
Riley Evans travaillait comme strip-teaseuse, avant d'entamer une carrière dans l'industrie pour adultes en 2005 jusqu'en 2015. Elle meurt des suites d'un cancer du sein le 27 mars 2019.

## Distinctions
- 2009 AVN Award

## Filmographie sélective
- 2014 Tonight's Girlfriend 27 (Video)
- 2013 Housewife 1 on 1 31 (Video)
- 2013 My Dad's Hot Girlfriend 17 (Video)
- 2013 Can I Call You Mommy? (Video)
- 2013 The Upper Floor (TV Series)
- 2013 Titty Creampies 2 (Video)
- 2013 Hardcore Gangbang (TV Series)
- 2013 Public Disgrace (TV Series)
- 2013 Cirque du Hole-A (Video)
- 2013 2 Chicks Same Time 14 (Video)
- 2012 Cum Dripping Cream Pies 8 (Video)
- 2012 Sex and Submission (TV Series)
- 2012 Brand New Faces 39: Lesbian Edition (Video)
- 2012 I Have a Wife 20 (Video)
- 2012 Hot and Mean (TV Series)
- 2012 Busty Beauties: Top Shelf Titties 2 (Video)
- 2012 Anal Occupation (Video)
- 2012 Women Seeking Women 82: Big Natural Breast Edition (Video)
- 2012 I Love a Bitch in Uniform (Video)
- 2011 Big Tit Crazy (Video)
- 2011 Iron Man XXX: An Extreme Comixxx Parody (Video)
- 2011 Psycho Love 3 (Video) (as Riley)
- 2011 Girls in White 2011 4 (Video)
- 2011 Bound Gangbangs (TV Series)
- 2011 In a Glimpse (Video)
- 2011 Official Silence of the Lambs Parody (Video)
- 2011 Ass Titans 5 (Video)
- 2011 Intimate Encounters (Video)
- 2011 North Pole #87 (Video)
- 2010 Alexis Texas: Nymphomaniac (Video)
- 2010 Cranked (Video)
- 2010 8 Masseuses (Video)
- 2010 Brazzers Presents: The Parodies (Video) (segment "Kill Ramone")
- 2010 Cum Eating Cuckolds 15 (Video)
- 2010 Bonny & Clide (Video)
- 2010 Fuck a Fan 11 (Video)
- 2010 Hole in the Wall (Video)
- 2010 Co-Ed Confidential (TV Series)
- 2010 Baby Got Boobs 4 (Video)
- 2010 Everything Butt (TV Series)
- 2010 Big Dick Gloryholes 5 (Video)
- 2010 BlackMarket Bayou (Video)
- 2010 Busty Nurses (Video)
- 2010 CFNM Secret 4 (Video)
- 2010 Deep Throat This 45 (Video)
- 2010 Evil Anal 12 (Video)
- 2010 Ho, Ho, Ho! (Video)
- 2009 Jon & Kate Fuck Eight (Video)
- 2009 Cummin' at You 3D (Video)
- 2008 Anal Asspirations 9 (Video)
- 2008 Anal Cavity Search 5 (Video)
- 2008 No Man's Land: Girls in Love (Video)
- 2007 Girlvana 3
- 2007 Hard Bluff (Video)
- 2007 Hush Girls Vacation Spring Edition (Video)
- 2007 I Film Myself 4 (Video)
- 2007 Intimate Invitation 6 (Video)
- 2007 Mouth 2 Mouth 10 (Video)
- 2007 Natural Knockers 11 (Video)
- 2007 Naturally Yours 2 (Video)
- 2007 Naughty Book Worms 10 (Video)
- 2007 New Whores 7 (Video)
- 2007 Peep Show (Video)
- 2007 Pussy Meltdown (Video)
- 2007 Sexual Freak 7: Stoya (Video)
- 2007 Simple Fucks 2 (Video)
- 2007 Smut Peddler (Video)
- 2007 Sophia's Private Lies (Video)
- 2007 Swallow This 10 (Video)
- 2007 Tear Jerkers 3 (Video)
- 2007 Teens with Tits 11 (Video)
- 2007 The Da Vinci Coed (TV Movie)
- 2007 Who's That Girl 4 (Video)
- 2007 Young Ripe Melons 9 (Video)
- 2006 Absolute Asses (Video)
- 2006 110% Natural 11 (Video)
- 2006 Addicted to Boobs 2 (Video)
- 2006 Amateur P.O.V. (Video)
- 2006 Bachelor Party Fuckfest! 2 (Video)
- 2006 BJ Babes (Video)
- 2006 Drowning in Bitch Juice (Video)
- 2006 Fresh Breed 3 (Video)
- 2006 Hand Job Honeys (Video)
- 2006 Mary Carey on Fire (Video)
- 2006 Meet the Twins 5 (Video)
- 2006 Muff Bumpers 3 (Video)
- 2006 No Man's Land: Interracial Edition 9 (Video)
- 2006 Silent Night (Video)
- 2005 Electrical Bondage Orgasms (Video)